# Pantalonii cavalerului von Bredow
Pantalonii cavalerului von Bredow (titlul original: în germană Die Hosen des Ritters von Bredow) este un film de comedie est-german, realizat în 1973 de regizorul Konrad Petzold, 
după romanul din 1846 „Pantalonii domnului von Bredow” al scriitorului Willibald Alexis, protagoniști fiind actorii Rolf Hoppe, Lissy Tempelhof, Kati Bus și Petr Skarke.

## Conținut
După o bătălie, Götz von Bredow s-a îmbătat din nou și după o cotonogeală într-o mică cârciumă a căzut la pat mort de beat. Soția lui bănuiește că va dormi încă șapte zile ca de obicei, așa că îi scoate pantalonii de piele de pe el, pentrucă după 30 de ani ar trebui să fie în sfârșit spălați. Pantalonii au o proprietate: ei îi protejează de orice daune pe cei care îi poartă, cu condiția să nu fie niciodată spălați. Cu toate acestea au fost spălați, după care pantalonii au fost lăsați la uscat pe frânghie iar negustorul Hedderich găsindu-i, i-a luat cu el. 
Între timp pe moșia lui Bredow, Lindenberg, consilierul secret al electorului, își pierde toți banii în jocuri de noroc cu decanului bisericii. Electorul îi încredințase banii doar pentru păstrare.
De vreme ce Götz nu-i poate împrumuta bani pentru că încă doarme și oricum este falimentat, Lindenberg pleacă în armura lui Götz von Bredow, îl atacă pe negustorul Hedderich și îi ia toți banii. La început, respectabilul cavaler Bredow se numără printre suspecți, deoarece pantalonii lui au fost implicați în jaf. Dar apoi, Lindenberg fiind recunoscut, este arestat. La tribunal, Lindenberg este condamnat la spânzurătoare, dar convinge pe cei patru slujitori să declare război prințului-elector care este responsabil pentru verdict.
Îl urmăresc până la terenul de vânătoare din landul Köpenick dar cavalerul Bredow din nou în posesia pantalonilor săi, este cel care intervine în cele din urmă și salvează viața prințului-elector.

## Distribuție
- Rolf Hoppe – Ritter Götz von Bredow
- Lissy Tempelhof – Brigitte von Bredow
- Kati Bus – Evi
- Petr Skarke – Junker Hans-Jürgen
- Gerry Wolff – Großknecht Kaspar
- Armin Mueller-Stahl – Dechant
- Ezard Haußmann – Melchior
- Fred Delmare – Hedderich
- Arno Wyzniewski – Kurfürst Joachim I.
- Hannjo Hasse – Lindenberg
- Eva-Maria Hagen – Großmagd Wibke
- Carin Abicht – servitoarea Meike
- Sylvia Neef – servitoarea Susanne
- Anatol Farkás – Ruprecht
- Jörg Gillner – Bartel
- Axel Triebel – Bodo von Bredow
- Stefan Lisewski – Uli
- Juliane Korén – Marierose
- Walter Lendrich – hangiul
- Fred Ludwig – Minkwitz
- Harald Halgardt – Quitzow
- Gerd Ehlers – Armin, Vogt von Potsdam
- Alfred Struwe – Otterstadt
- Hans-Joachim Hanisch – sergentul
- Nico Turoff – temnicerul
- Jochen Diestelmann – cărturarul
- Rolf Ripperger – Puttlitz
- Günther Polensen – primarul Berlinului
- Peter Brang – șambelanul
- Bodo Schmidt – servitorul lui Hedderich
- Günter Rüger – servitorul lui Hedderich
- Horst Papke – servitorul lui Bredow
- Klaus-Jürgen Kramer – servitorul lui Bredow
- Christa Scheuner – o servitoare
- Renate Heymer – o servitoare
- Horst Schäfer – un cavaler elector
- Werner Pfeifer – un cavaler elector
- Klaus Gehrke – un călăreț
- Hannes Stelzer – un călăreț
- Günter Schubert – un călăreț
- Hans Schmidt – un oaspete
- Klaus Ebeling – un soldat

## Producție
Filmul Pantalonii cavalerului von Bredow se bazează pe romanul „Pantalonii domnului von Bredow” al scriitorului Willibald Alexis. A fost filmat în mare parte la Castelul Rabenstein (Fläming) și Castelul Wiesenburg (Brandenburg) în 1972 și a avut premiera la 31 august 1973 în Leipzig.

## Literatură
- Alexis, Willibald, Pantalonii domnului von Bredow, tradus de Hertha Perez; Doina Florea-Ciornei, București, 1976: Editura Univers, Colecția Romanului istoric, p. 328